# ででん (小説家)
ででん（3月9日 - ）は、日本の小説家。ライトノベルを主に執筆している。

## 作品リスト
- Piaキャロットへようこそ!!G.O.〜A Girl Diary〜 （電撃G's magazine、アスキー・メディアワークス連載）
- 2/3 アイノキョウカイセン （電撃G's magazine連載）